# Sumitomo Denki Kōgyō
Sumitomo Denki Kōgyō K.K. (jap. 住友電気工業株式会社, Sumitomo Denki Kōgyō Kabushiki kaisha, engl. Sumitomo Electric Industries, Ltd.), kurz Sumitomo Denkō (住友電工), ist ein Hersteller von Kabeln und Glasfaserkabeln. Der Hauptsitz des Unternehmens befindet sich in Chūō-ku, Osaka, Japan. Die Aktien des Unternehmens sind im ersten Abschnitt der Börsen von Tokio und Nagoya sowie an der Börse von Fukuoka notiert. Im Zeitraum bis März 2025 verzeichnete das Unternehmen einen konsolidierten Umsatz von 4.679 Mrd. japanische Yen (ca. 27,3 Milliarden Euro).
Das Unternehmen wurde 1897 gegründet, um Kupferdraht für elektrische Anwendungen herzustellen. Sumitomo Electric ist in fünf Geschäftsfeldern tätig: Automobilbau, Information & Kommunikation, Elektronik, Umwelt & Energie sowie Industriematerialien und entwickelt sich in zwei weiteren Bereichen: Biowissenschaften und Materialien & Ressourcen. Sumitomo Electric hat mehr als 400 Tochtergesellschaften und über 280.000 Mitarbeiter in mehr als 30 Ländern. Das Unternehmen gehört zur Sumitomo Group.
Ein Tochterunternehmen mit deutschen Wurzeln ist die Sumitomo Electric Bordnetze SE. 1986 gegründet als Joint Venture zwischen der Volkswagen AG und Siemens AG wurde sie 2007 von Sumitomo Electric Industries übernommen.
Sumitomo Denki hält 24 % der Anteile am Kernbrennstoffhersteller NFI.